# Wildways
Wildways — российская металкор-группа, образованная в Брянске. Основана в сентябре 2009 года гитаристом Сергеем Новиковым. До 2014 года коллектив носил название Sarah Where Is My Tea.

## История

### Sarah Where Is My Tea (2009—2014)
В 2007 году, после долгих попыток собрать группу и реализоваться в музыке, гитарист Сергей Новиков все же собирает вокруг себя коллектив благодаря случайностям и общей тяге к модному на тот момент жанру дэткор. После долгих поисков нужных музыкантов к группе присоединился вокалист Анатолий Борисов, и коллектив, взяв название «Sarah Where Is My Tea», приступил к записи первого материала.
Осенью 2009 года, вдохновляясь As Blood Runs Black, My Autumn и ранними альбомами Bring Me The Horizon, группа выпустила свой дебютный одноимённый EP «Sarah Where Is My Tea». С этим материалом коллектив выступил на своих первых фестивалях, а позже приступил к написанию полноформатного альбома.
В 2011 году выходит альбом под названием Desolate. Группа впервые поехала на гастроли и представила данный альбом в таких странах как Россия, Украина и Беларусь. В конце 2011 года группа отправляется в свой первый европейский тур по странам: Германия, Чехия, Австрия, Польша, Венгрия.
В 2013 году Sarah Where Is My Tea выпускают альбом Love & Honor, предварительно выпустив кавер на песню Ланы Дель Рей — Born To Die. После большого российского тура в поддержку альбома, который продлился более месяца, SWIMT отправились в свой уже третий европейский тур.

### Смена названия (2014—2015)
В 2014 году группа отправляется в свой первый полноценный хэдлайн-тур по России, а после в тур по Европе. С ростом популярности, музыканты начинают задумываться о смене названия. В скором времени коллектив поменял своё название на Wildways. Под этим названием группа выпускает первый сингл «What You Feel» с их грядущего альбома, который был написан ещё во времена SWIMT.

### «Into The Wild» (2015—2017)
В начале 2016 года появляется новость о том, что Wildways подписали контракт с Artery Recordings, под покровительством которых, 25-го марта группа выпускает свой дебютный, под именем Wildways, альбом Into The Wild. Группа выпустила 4 клипа: «Faka Faka Yeah», «Princess», «3 Seconds To Go» и «D.O.I.T». Над сведением пластинки работал Cameron Mizell, известный работами с Sleeping With Sirens, Memphis May Fire, The Word Alive.
Следующий творческий шаг группа сделала, когда в 2015 году выпустила кавер на песню Machine Gun Kelly — «Till I Die». Гитарист
Денис Пятковский, посчитав этот кавер неперспективным, покинул коллектив, вскоре его заменил Вячеслав Кавленас. Впоследствии Machine Gun Kelly положительно отозвался о кавере на свой трек.
Выпустив альбом, группа отправляется в тур с его презентацией. А по прошествии тура был выпущен документальный фильм в двух частях с одноимённым названием — «Into the Wild». Изменился состав коллектива — группу покидает Вячеслав Кавленас, и на его место возвращается бывший гитарист Денис Пятковский. Осенью 2016-го группа начинает сотрудничество с Black Monster, а также выпускает сингл совместно с Тони Раутом — Hell City.
В 2017 году группа выпускает единственный в этом году сингл — Don’t Go. В клипе были показаны участники группы в их юношестве.

### «Day X» (2017—2018)
Альбом Day X имеет концептуальную идею. Название пластинки означает «Конец света». По сюжету вымышленный персонаж узнает точную дату апокалипсиса и на протяжении всех песен испытывает эмоции и сомнения, пробует запрещенные вещества и приходит к вопросу о религии, ведь конец всего совсем близок. Альбом вышел 25 марта 2018 года, хотя был записан ещё летом 2017-го года. Причиной тому был разорванный прямо перед вылетом группы из Штатов контракт, который группа подписала с одним из крупных американских лейблов. Договор был разорван в связи с финансовыми проблемами со стороны американцев. В этом же году группа прекратила сотрудничество с концертным агентством Booking Machine. В итоге альбом вышел как независимый релиз. Впоследствии в поддержку альбома вышли два сингла — «Breathless» и «Self Riot».
17 марта 2018 года Wildways выпустили трек «Put In», в котором показали свое отношение к выборам президента России в 2018 году. Клип был заблокирован, но впоследствии его разблокировали.
Wildways организовывает тур в поддержку альбома «Day X». Уже в январе 2018 года были объявлены города, участвующие в туре: Москва и Санкт-Петербург, Екатеринбург, Ижевск, Саратов и не только. 13 октября на официальном канале YouTube группа выложила туровый фильм под названием «The X-Files».

### «Нью Скул», карантин (2019—2020)
15 февраля 2019 года Wildways выпускают трек «Бабкибабкибабки», который был записан полностью на русском языке.
Новый третий альбом Нью Скул вышел в 2019 году. Язык песен сменился с английского на русский. Сочинять материал коллектив начал уже во время тура-презентации альбома Day X.
24 октября группа выпустила сингл «Километры», который был написан в туре весной 2019 года. В 2020 году по всему миру объявляется карантин, и группа отменяет все запланированные туры. В период карантина группа выпускает акустическую версию песни «Километры» и появляется в треке «Получай» рэп-исполнителя KURT92.

### Warner Music Russia, «Anna» (2020—2021)
24 сентября группа объявляет о начале сотрудничества с Warner Music Russia, тем самым став первой метал-группой, подписанной на мейджор-лейбл.
1 октября Wildways выпускают клип на трек «Event Horizon (Ближе к тебе)», который войдет в четвертую пластинку группы «Anna». 23 октября выходит долгожданный трек «Havana», который группа всячески тизерила в социальных сетях. Четвёртый альбом Anna вышел осенью 2020 года. Альбом, как и Day X, был записан в США. В альбом также вошла перезаписанная версия «Километров», записанной совместно с Егором Ерушиным, вокалистом метал-группы Abyss, Watching Me. 6 ноября происходит одно из главных событий в истории группы: они выступили на программе «Вечерний Ургант» с песней «ялюблютебя» из нового альбома.
12 февраля 2021 года группа выпустила песню «Нежнее нежного», исполнив одноимённое стихотворение писателя Осипа Мандельштама к его 130-летию. 24 сентября 2021 года Сергей Новиков сообщил на своей странице Instagram, что больше не является участником группы, ответив тем самым на ряд вопросов, возникших на почве его неучастия в туре.
8 октября 2021 года группа совместно с певицей polnalyubvi выпускает песню «Ветивер», который подвергся критике со стороны фанатов, которые назвали трек слишком легким. 3 декабря группа выпустила макси-сингл «Цветы», в который вошла «тяжёлая» и акустическая версии трека.

### «Картины счастливого мира», «Симптомы» (2022—2023)
25 марта 2022 года группа выпускает трек «Мечты хрустальные». Детский хор из песни был записан в Киеве осенью 2021 года. 15 июня выходит трек «Прятки», а 18 июня — клип.
16 сентября группа в чём дело?, совместно с Wildways, выпускает трек «эта любовь», который спродюсировал гитарист группы Денис Пятковский.
14 октября группа выпускает EP «Картины счастливого мира», в который вошли ранее вышедшие два сингла, а также новые треки «Тёплый чистый остров» и «Весна».
9 декабря группа выпускает кавер на песню МакSим — «Ветром стать».
27 января 2023 года Wildways выпускают новый трек «Хищники», 10 марта — «Коллампи», также анонсировав название альбома и дату выхода, а 4 апреля — «Прана». 7 апреля группа представила свой пятый номерной альбом «Симптомы», состоящий из 15 треков, общей продолжительностью 50 минут. В альбом вошли все треки с EP «Картины счастливого мира».
18 мая 2023 года группа выступила на шоу «Вписка у Маргулиса», выпущенном эксклюзивно на VK Видео.
Летом 16 июня группа выпускает сингл «Я тебя тоже» совместно с Mary Gu. Трек посвящен разрыву в отношениях. Специально для BURO, они поделились песнями, с которыми переживали расставание. Среди них есть как тяжело звучащие композиции (Jane Air — Junk, The Amity Affliction — GIve It All, Holding Absence — Like A Shadow), так и очень эмоциональные, трагичные песни (Pvris — White Noise, Paramore — All I Wanted, Evanescence — Hello).
18 августа выходит трек «Химия», а 2 сентября группа совместно с ПАНЧ создаёт челлендж, в котором нужно было записать свой куплет на этот трек. Призом являлось совместное выступление с группой.

### «Сакура» (2024)
5 апреля группа выпускает трек «Яд», записанный совместно с Call Me Karizma, а 26 апреля выходит трек «Эмо».
17 мая выходит мини-альбом «Сакура», состоящий из четырёх треков: помимо уже выходивших треков «Эмо» и «Яд», в релиз также вошли два новых, а именно «Белым мелом» и «Этажи».
9 августа выходит трек «Ты и Питер», а 25 октября — «Целься».
15 ноября совместно с рэпером КлоуКома, группа выпускает трек «В аду», а 13 декабря выходит совместная работа групп Wildways и TRITIA под названием «Осень». Примечательно, что ещё до выхода, эта песня была презентована на концерте в Москве 1 декабря. 19 декабря обе группы выступили вместе в «Шоу дня» на Нашем радио.

## Общественная и политическая позиция
В начале полномасштабного вторжения в Украину в 2022 году высказались против войны, однако продолжили концертную деятельность в РФ.
В феврале 2024 года российскими властями было принято решение о запрете концертной деятельности ряда артистов и коллективов, которые не поддержали войну в Украине. В этот список попали и Wildways.
22 марта 2024 года группа отказалась от антивоенной позиции и опубликовала сообщение о том, что члены группы побывали в Мариуполе и пообщались с российскими военными. Кроме того, Wildways удалили несколько антивоенных клипов со страниц в социальных сетях.

## Состав
| - Анатолий Борисов — вокал (2009—н. в.) - Кирилл Аюев — ударные (2010—н. в.) - Денис Пятковский — ритм-гитара, бэк-вокал (2013—2015; 2016—н. в.), соло-гитара (2021—н.в.) - Игорь Старостин — бас-гитара, гитара (2009—н. в.) | - Алексей Хоченков — ритм-гитара (2009) - Алексей Полударов — ударные (2009—2010) - Евгений Леутин — ритм гитара (2009—2012) - Сергей Новиков — соло-гитара (2009—2021) - Алексей Лаптев — ударные (2010) - Эрнест Кульбицкий — ритм-гитара (2012) (сессионный участник) - Вячеслав Кавленас — ритм-гитара (2015—2016) |

## Дискография

### Студийные альбомы
| Название                        | Год  |
| ------------------------------- | ---- |
| «Sarah Where Is My Tea» (EP)    | 2009 |
| «Desolate»                      | 2011 |
| «Love & Honor»                  | 2013 |
| «Into the Wild»                 | 2016 |
| «Day X»                         | 2018 |
| «Нью Скул»                      | 2019 |
| «Anna»                          | 2020 |
| «Картины счастливого мира» (EP) | 2022 |
| «Симптомы»                      | 2023 |
| «Сакура» (EP)                   | 2024 |

### Синглы
| №  | Название                                                | Год  | Альбом                     |
| -- | ------------------------------------------------------- | ---- | -------------------------- |
| 1  | «Kind And Beautiful»                                    | 2010 | «Desolate»                 |
| 2  | «This Is Not Twilight» (при участии Андрея Аверченкова) | 2011 | «Desolate»                 |
| 3  | «The Canvas»                                            | 2013 | «Love & Honor»             |
| 4  | «Born to Die» (кавер-версия на Лану Дель Рей)           | 2013 | «Love & Honor»             |
| 5  | «My Habitat»                                            | 2013 | «Love & Honor»             |
| 6  | «What You Feel» (сингл-версия)                          | 2014 | Внеальбомные синглы        |
| 7  | «Till I Die» (кавер-версия на MGK)                      | 2015 | Внеальбомные синглы        |
| 8  | «Hell City» (при участии Тони Раута)                    | 2017 | Внеальбомные синглы        |
| 9  | «Don't Go»                                              | 2017 | Внеальбомные синглы        |
| 10 | «Breathless»                                            | 2018 | «Day X»                    |
| 11 | «Put In»                                                | 2018 | Внеальбомный сингл         |
| 12 | «Self Riot»                                             | 2018 | «Day X»                    |
| 13 | «бабкибабкибабки»                                       | 2019 | «Нью Скул»                 |
| 14 | «Страх»                                                 | 2019 | «Нью Скул»                 |
| 15 | «Километры» (сингл-версия)                              | 2019 | Внеальбомные синглы        |
| 16 | «Километры» (лайв-акустика)                             | 2020 | Внеальбомные синглы        |
| 17 | «Event Horizon»                                         | 2020 | «Anna»                     |
| 18 | «Havana»                                                | 2020 | «Anna»                     |
| 19 | «Нежнее нежного» (на стихи Осипа Мандельштама)          | 2021 | Внеальбомные синглы        |
| 20 | «Ветивер» (при участии polnalyubvi)                     | 2021 | Внеальбомные синглы        |
| 21 | «Цветы 2.0» (ремикс)                                    | 2021 | Внеальбомные синглы        |
| 22 | «Цветы» (акустика)                                      | 2021 | Внеальбомные синглы        |
| 23 | «Мечты хрустальные»                                     | 2022 | «Картины счастливого мира» |
| 24 | «Прятки»                                                | 2022 | «Картины счастливого мира» |
| 25 | «Ветром стать» (кавер-версия на Макsим)                 | 2022 | Внеальбомный сингл         |
| 26 | «Хищники»                                               | 2023 | «Симптомы»                 |
| 27 | «Коллампи»                                              | 2023 | «Симптомы»                 |
| 28 | «Прана»                                                 | 2023 | «Симптомы»                 |
| 29 | «Я тебя тоже» (при участии Mary Gu)                     | 2023 | Внеальбомные синглы        |
| 30 | «Химия»                                                 | 2023 | Внеальбомные синглы        |
| 31 | «Горькой водой» (при участии Лали)                      | 2023 | Внеальбомные синглы        |
| 32 | «Это не любовь» (при участии Пол Пунша)                 | 2023 | Внеальбомные синглы        |
| 33 | «Скорость»                                              | 2023 | Внеальбомные синглы        |
| 34 | «Яд» (при участии Call Me Karizma)                      | 2024 | «Сакура»                   |
| 35 | «ЭМО»                                                   | 2024 | «Сакура»                   |
| 36 | «Ты и Питер»                                            | 2024 | Внеальбомные синглы        |
| 37 | «Целься»                                                | 2024 | Внеальбомные синглы        |
| 38 | «В аду» (при участии КлоуКомы)                          | 2024 | Внеальбомные синглы        |
| 39 | «Осень» (при участии Tritia)                            | 2024 | Внеальбомные синглы        |
| 40 | «Лёд»                                                   | 2025 | Внеальбомные синглы        |
| 41 | «Всё равно»                                             | 2025 | Внеальбомные синглы        |

### Гостевое участие
| Песня                 | Исполнитель        | Год  | Альбом                              |
| --------------------- | ------------------ | ---- | ----------------------------------- |
| «Кто и когда?»        | Varius Artists     | 2018 | «Улицы свободных. Тараканы!, Pt. 1» |
| «Получай»             | Kurt92             | 2020 | «Амбассадор Хардкора»               |
| «эта любовь»          | в чем дело?        | 2022 | «стабильно нервно»                  |
| «Whatever It Takes»   | Abyss, Watching Me | 2022 | «Nix»                               |
| «Любой ценой»         | Abyss, Watching Me | 2023 | «Пойми»                             |
| «Может мне так легче» | Лилу               | 2023 | «Марионетки, клоуны»                |

### Ремиксы
| Песня        | Исполнитель      | Год  | Альбом              |
| ------------ | ---------------- | ---- | ------------------- |
| «Self Riot»  | Decent & Snapper | 2018 | Внеальбомные синглы |
| «Skeletons»  | Porgy            | 2018 | Внеальбомные синглы |
| «Day X»      | Decent & Snapper | 2019 | Внеальбомные синглы |
| «Париж»      | Matesouls        | 2019 | Внеальбомные синглы |
| «Breathless» | Decent & Snapper | 2019 | Внеальбомные синглы |

### Видеоклипы
| Год  | Клип                | Режиссёр                           | YouTube |
| ---- | ------------------- | ---------------------------------- | ------- |
| 2011 | Mistakes            | Анатолий Борисов                   |         |
| 2011 | Empty Promises      | Игорь Зачаров                      |         |
| 2013 | Born to Die         | Анатолий Борисов                   |         |
| 2013 | The Idols Inside Us | Павел Поборуев                     |         |
| 2014 | My Habitat          | Павел Поборуев                     |         |
| 2015 | Till I Die          | не указан                          |         |
| 2016 | Faka Faka Yeah      | Саша Некрасов                      |         |
| 2016 | Princess            | Саша Некрасов                      |         |
| 2016 | 3 Seconds To Go     | Саша Некрасов                      |         |
| 2016 | D.O.I.T.            | Игорь Храмков                      |         |
| 2017 | Don’t Go            | Анатолий Борисов / Андрей Некрасов |         |
| 2018 | Put In              | Анатолий Борисов                   |         |
| 2018 | Breathless          | Денис Протасов                     |         |
| 2018 | Self Riot           | Денис Протасов                     |         |
| 2018 | Lost                | Денис Протасов                     |         |
| 2019 | бабкибабкибабки     | Денис Протасов                     |         |
| 2019 | Нью скул            | Игорь Храмков                      |         |
| 2020 | Event Horizon       | Игорь Храмков                      |         |
| 2020 | ялюблютебя          | Игорь Храмков                      |         |
| 2021 | Цветы 2.0           | Денис Протасов                     |         |
| 2022 | Прятки              | Анна Козлова                       |         |
| 2023 | Коллампи            | Анна Козлова                       |         |
| 2023 | Химия               | Евгения Свадковски                 |         |